# Avitta discipuncta
Avitta discipuncta är en fjärilsart som beskrevs av Felder 1874. Avitta discipuncta ingår i släktet Avitta och familjen nattflyn. Inga underarter finns listade i Catalogue of Life.